# Comuna 5 (Bucaramanga)
La Comuna 5 o García Rovira es una división territorial urbana de la ciudad de Bucaramanga, en Colombia.

## División administrativa
La comuna se encuentra formada por los barrios: Quinta Estrella, Alfonso López, La Joya, Chorreras de Don Juan, Campohermoso, La Estrella, Primero de Mayo.
También incluye los asentamientos: Carlos Pizarro, Rincón de la Paz, 5 de Enero, José Antonio Galán, Pantano I, II, III. Y las urbanizaciones: La Palma, La Esmeralda, Villa Romero.